# Західний Алас
Західний Ала́с (індонез. Alas Barat) — один з 24 районів округу Сумбава провінції Західна Південно-Східна Нуса у складі Індонезії. Розташований у західній частині. Адміністративний центр — село Лабухан-Алас.
Населення — 18702 особи (2012; 18382 в 2010).

## Адміністративний поділ
До складу району входять 3 селища та 5 сіл:
| Населений пункт     | Населення, осіб (2010) |
| ------------------- | ---------------------- |
| Гонтар, селище      | 1994                   |
| Гонтар-Бару, селище | 1046                   |
| Лабуан-Мапін, село  | 3684                   |
| Леконг, село        | 2394                   |
| Мапін-Беру, село    | 861                    |
| Мапін-Кебак, село   | 3156                   |
| Мапін-Реа, село     | 2887                   |
| Усар-Мапін, селище  | 2360                   |